# São José da Barra
São José da Barra is een gemeente in de Braziliaanse deelstaat Minas Gerais. De gemeente telt 7.090 inwoners (schatting 2009).

## Aangrenzende gemeenten
De gemeente grenst aan Alpinópolis, Capitólio, Carmo do Rio Claro, Guapé en São João Batista do Glória.